# ダビッド・キリア
ダビット・キリア（Davit Kiria、男性、1988年2月9日 - ）は、ジョージア出身の空手家、キックボクサー。初代GLORYライト級王者。ONEではジョルジオ・ペトロシアン、シッティチャイ・シッソンピーノン、タワンチャイ・PK・センチャイとの対戦経験がある世界トップレベルの選手。 

## 経歴
2008年、イスタンブールで開催されたRing Masters Olympia 2008において地元トルコのアイディン・トゥンカイとデビュー戦を行い勝利する。その後は勝ち負けが続くがKO負けは一度もなく、2012年頃より主戦場をGLORYに移す。
2014年3月8日、2013年のGLORYライト級トーナメント王者のアンディ・リスティと対戦。序盤は劣勢だったものの後半で巻き返してKO勝ちを収め、GLORYライト級王者となった。
空手に対する思いが強く、アンディ・リスティをKOしGLORYライト級王者になったときには、「今でも週二回は道場で空手を行っている。私は一生空手家であるから、この習慣は変えることができない。空手はキックボクシングと似ている。違いは首より下にしか攻撃できないのとグローブをつけることぐらいである。精神が強くないと空手はできない。」とコメントしている。

## 獲得タイトル
- 極真ヨーロッパ王者
- GLORYライト級王者